# Боевой порядок обороны Пусанского периметра
Ниже представлен боевой порядок сил ООН и Северной Кореи в ходе сражений за Пусанский периметр в августе и сентябре 1950 во время Корейской войны. Для ведения боёв в юго-восточной части корейского полуострова каждой стороне пришлось стянуть значительные наземные, воздушные и морские силы.
Командование ООН стянуло сотни военных частей из Южной Кореи, США и Великобритании. Другие страны: Австралия, Новая Зеландия, Канада, Нидерланды усилили военно-морские силы союзников, предоставив свои корабли. Против сил ООН выступила вся военная мощь Северной Кореи.
Войска ООН превосходили северокорейцев численностью организованностью, но также страдали от недостатка экипировки и обученных кадров, особенно в сухопутных войсках. В ходе битв за Пусанский периметр в Корею продолжали прибывать силы ООН и оборудование, что давало преимущество в наземных, воздушных и морских компонентах. Хотя многие страны послали свои войска в Корею, львиную часть войск предоставили США и Южная Корея.
Северокорейские войска уступали по численности силам ООН, но в отдельных случаях им удалось компенсировать это благодаря лучшей подготовке. Воздушные и морские силы КНДР были слабыми и плохо подготовленными и сыграли незначительную роль в сражении. Тем не менее, северокорейские сухопутные войска часто были хорошо подготовлены и хорошо оснащены современным оружием. Затяжные битвы вокруг Пусанского периметра серьёзно истощили войска, северокорейскому командованию всё больше приходилось полагаться на призывников и пополнения, что уменьшало преимущество КНА в битве и в итоге привело северокорейцев к поражению.

## Силы ООН

### Сухопутные войска
Силы ООН были поставлены под командование армии США. Командование восьмой армии США выступило как главнокомандование сил ООН, штаб разместился в Тэгу. Под его командованием были три американские дивизии: 24-я пехотная дивизия, прибывшая в страну в начале июля, 1-я кавалерийская и 25-я пехотная дивизии, прибывшие в период с 14 июля по 18 июля. Эти силы удерживалм западную часть периметра вдоль реки Нактонган.
Армия Корейской республики (ROKА) численностью в 58 тыс. чел. состояла из двух корпусов и пять дивизий. С востока на запад размещались 1-й корпус, состоявший из 8-й пехотной и столичной дивизий, 2-й корпус из 1-й и 6-й дивизий. Воссозданная 3-я дивизия была помещена под прямое командование армии Корейской республики. Боевой дух частей ООН в этот период войны был низким ввиду большого числа поражений. За последний месяц американцы потеряли 6 тыс. человек, а южнокорейцы — 70 тыс.
Число американских и северокорейских войск к началу битвы сложно оценить. Последующие исследования показывают, что КНА насчитывала около 70 тыс. боевых сил, участвующих в боях за Пусанский периметр 5 августа, большинство дивизий было недоукомплектованы. Ввиду изнурительных боёв в ходе войны в механизированных частях было по 3 тыс. чел, на фронте 40 танков Т-34. Макартур докладывал, что 4 августа в Корее находились 141.808 человек из войск ООН, из них 47 тыс. из американских сухопутных боевых частей и 45 тыс. из южнокорейских боевых подразделений. Сухопутные силы ООН превысили по численности силы северокорейцев (92 тыс. против 70 тыс.)
В сентябре 1950 в ходе битвы прибывали всё новые силы ООН из США и других стран. В Пусан прибыли 2-я пехотная дивизия, 5-я полковая боевая команда, 1-я временная бригада морской пехоты и бригада британской армии, большое количество свежих войск и амуниции, включая свыше 500 танков. К концу битвы силы восьмой армии увеличились от трёх недоукомплектованных дивизий до четырёх полнокровных хорошо экипированных и подготовленных группировок. К завершению сражения прибыла 27-я британская бригада для помощи американским и южнокорейским частям.

#### 8-я армия США
8-я армия США 

Командующий: генерал-лейтенант Уолтон Уокер
| Часть                                                                  | Подразделения | Примечания                                                                                 |
| ---------------------------------------------------------------------- | --- | ------------------------------------------------------------------------------------------ |
| 1-я кавалерийская дивизия генерал-майор Хобарт Гей                     | - 5-й кавалерийский полк - 7-й кавалерийский полк - 8-й кавалерийский полк - 61-й батальон полевой артиллерии - 77-й батальон полевой артиллерии - 82-й батальон полевой артиллерии - 99-й батальон полевой артиллерии - 29-й батальон зенитной артиллерии - 70-й батальон средних танков - 8-й боевой сапёрный батальон - 16-я рота разведки - 15-й медицинский батальон - 13-я рота сигнальщиков - 27-й батальон снабжения артиллерии - 15-я интендантская рота - 15-я рота военной полиции - 15-я рота пополнения | 4 августа доложено о численности в 10.276 чел. К 1 сентября — 14.703 чел.                  |
| 2-я пехотная дивизия генерал-майор Лоуренс Кейзер                      | - 9-й пехотный полк - 23-й пехотный полк - 38-й пехотный полк - 15-й батальон полевой артиллерии - 37-й батальон полевой артиллерии - 38-й батальон полевой артиллерии - 503-й батальон полевой артиллерии - 82-й батальон зенитной артиллерии - 72-й батальон средних танков - 2-й боевой сапёрный батальон - 2-я рота разведки - 2-й медицинский батальон - 2-я рота сигнальщиков - 702-й батальон снабжения артиллерии - 2-я интендантская рота - 2-я рота военной полиции - 2-я рота пополнения | 4 августа доложено о численности в 4.922 чел. в Корее К 1 сентября — 17.498 чел.           |
| 24-я пехотная дивизия генерал-майор Джон Чёрч                          | - 19-й пехотный полк - 21-й пехотный полк - 34-й пехотный полк - 5-й пехотный полк - 11-й батальон полевой артиллерии - 13-й батальон полевой артиллерии - 52-й батальон полевой артиллерии - 63-й батальон полевой артиллерии - 26-й батальон зенитной артиллерии - 6-й батальон средних танков - 3-й боевой сапёрный батальон - 24-я рота разведки - 24-й медицинский батальон - 24-я рота сигнальщиков - 724-й батальон снабжения артиллерии - 24-я интендантская рота - 24-я рота военной полиции - 24-я рота пополнения | 4 августа доложено о численности в 14.540 чел. К 1 сентября — 14.739 чел.                  |
| 25-я пехотная дивизия генерал-майор Уильям Б. Кин                      | - 24-й пехотный полк - 27-й пехотный полк - 35-й пехотный полк - 29-й пехотный полк - 8-й батальон полевой артиллерии - 64-й батальон полевой артиллерии - 69-й батальон полевой артиллерии - 90-й батальон полевой артиллерии - 89-й батальон средних танков - 65-й боевой сапёрный батальон - 25-я рота разведки - 25-й медицинский батальон - 25-я рота сигнальщиков - 725-й батальон снабжения артиллерии - 25-я интендантская рота - 25-я рота военной полиции - 25-я рота пополнения | 4 августа доложено о численности в 12.073 чел. К 1 сентября — 15.007 чел.                  |
| 1-я временная бригада морской пехоты Бригадный генерал Эдвард А. Крейг | - 5-й полк морской пехоты - отряд роты военной полиции 1-й дивизии морской пехоты - отряд 1-го батальона разведки - специальный отряд корпуса контрразведки и военной разведки армии - Рота A, 1-го боевого сапёрного батальона - Рота C, 1-го медицинского батальона - Рота A, 1-го автотранспортного батальона - Отряд, 1-го артиллерийского батальона - Отряд, 1-го батальона обслуживания - Рота A 1-го передового десантного батальона - Отряд 1-го батальона сигнальщиков - Рота A, 1-го танкового батальона - 1-я рота амфибийных тракторов - Отряд, 1-й боевой группы обслуживания - 1-й взвод, 1-й роты грузовых амфибий | 4 августа доложено о численности в 4.725 чел. К 1 сентября — 4.290 чел.                    |
| 27-я пехотная бригада (Великобритания) Бригадир Бэйзил Коад            | - 1-й батальон Мидлсекского полка - 1-й батальон пехотного полка горцев Аргайла и Сандерленда | Прибыли 26 августа, оставиви один батальон в Гонконге. К 1 сентября насчитывали 1.578 чел. |

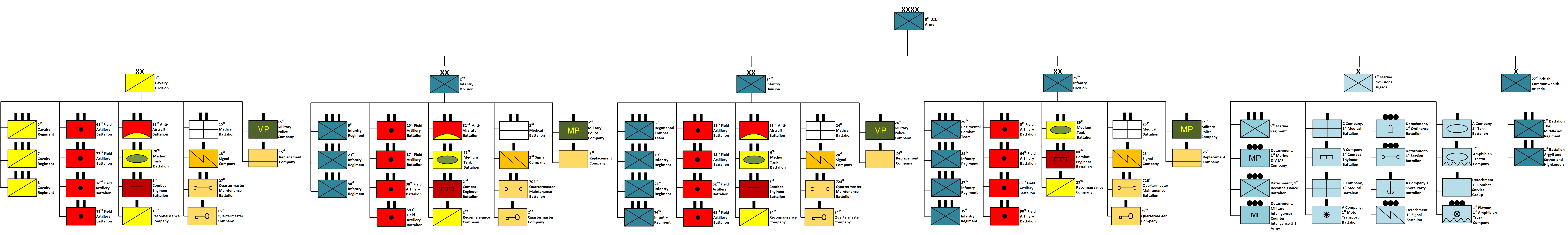
Рисунок показывает боевой порядок 8-й армии в ходе обороны Пусанского периметра

#### Армия южной Кореи
| 3-я пехотная дивизия | бригадный генерал Lee Jun Shik | - 1-й кавалерийский полк - 22-й полк - 23-й полк | Отвечали непосредственно перед командованием армии республики. 26 июля доложили о численности в 8.829 чел. 1 сентября насчитывали 7.154 чел. |
| I-й корпус           | бригадный генерал Kim Hong Il  |                                                  | 26 июля штаб доложил о численности в 3.014 чел. 1 сентября насчитывали 1.275 чел.                                                            |
| Столичная дивизия    | бригадный генерал Kim Suk-won  | - 1-й полк - 17-й полк - 18-й полк               | 26 июля доложили о численности в 6.644 чел. 1 сентября насчитывали 16.376 чел.                                                               |
| 8-я пехотная дивизия | полковник Lee Song Ga          | - 10-й полк - 16-й полк - 21-й полк              | 26 июля доложили о численности в 8.864 чел. 1 сентября насчитывали 9.106 чел.                                                                |
| II-й корпус          | бригадный генерал Yu Jae Hung  |                                                  | 26 июля штаб доложил о численности в 976 чел. 1 сентября насчитывали 499 чел.                                                                |
| 1-я пехотная дивизия | бригадный генерал Пэк Сонёп    | - 11-й полк - 12-й пехотный полк - 15-й полк     | 26 июля доложили о численности в 7.601 чел. 1 сентября насчитывали 10.482 чел.                                                               |
| 6-я пехотная дивизия | Полковник Kim Chong O          | - 2-й полк - 7-й полк - 19-й полк                | 26 июля доложили о численности в 5.727 чел. 1 сентября насчитывали 9.300 чел.                                                                |

### ВВС
Силы ООН располагали обширным арсеналом самолётов предоставленных ВВС США. Большей частью самолёты были предоставлены силами ВВС на дальнем Востоке (Far East Air Forces (FEAF) и пятой группой ВВС. Авиация флота и морской пехоты также сыграла значительную роль в операциях поддержки с моря. В ходе сражения силы ООН установили полный контроль над воздушным пространством и морем. Американские флот и ВВС обеспечивали поддержку наземным частям в ходе сражения практически не встречая сопротивления. К концу сражения восьмая армия располагала более мощной воздушной поддержкой чем 12-я группа армий генерала Омара Брэдли в Европе в годы второй мировой войны.
К концу июля США отправили по морю в Корею большое количество самолётов всех типов. 30 июля ВВС на дальнем востоке располагали 890 самолётами F-80 и 264 самолётами F-51, однако только 525 из них поступили в части, были доступны для ведения боевых действий и готовы к бою.
Силы ВВС на дальнем востоке располагали большим парком тяжёлой дальней бомбардировочной авиации, эти самолёты находились в Японии далеко за пределами радиуса действия северокорейцев. Такая ударная мощь была почти бесполезна против рассеянных северокорейских частей и бомбардировщики В-29 «суперкрепость» FEAF уступили место меньшим и многоцелевым истребителям-бомбардировщикам пятой группы ВВС. Тем не менее, согласно приказу Макартура командование бомбардировочной авиации FEAF провело одну миссию в ходе боёв за Пусанский периметр.
16 августа в разгар битвы за Тэгу была проведена массированная ковровая бомбардировка местности к северо-западу от Вэгвана, где по расчётам скопилась 40-тыс. группировка северокорейских войск. Бомбардировщики сбросили с высоты 10 тыс. Футов примерно 960 тонн 500 фунтовых (230 кг) и 1000 фунтовых (450 кг) бомб. Для полноты бомбардировки была задействована бомбардировочная авиация FEAF и самолёты сбросили 3.084 единиц 500 фунтовых бомб и 150 единиц 1000 фунтовых бомб. Это была самая массированная операция ВВС после битвы за Нормандию во второй мировой войне.
На следующий день генерал Уолкер сообщил Макартуру, что ущерб понесённый северокорейцами от бомбардировок трудно оценить ввиду дыма и поднявшейся пыли, наземные войска также не могут провести оценку ввиду огня северокорейцев. Позднее северокорейские пленные сообщили, что вопреки оценке командования на дальнем востоке северокорейские дивизии не находились к западу от реки Нактонган и уже успели переправиться на восточный берег и не находились в районе бомбардировок. Было неизвестно убили ли бомбы хотя бы одного северокорейского солдата.
Тем не менее, предполагалось что бомбардировки уничтожили значительное количество артиллерийских батарей КНА. Командиры сухопутных и воздушных войск ООН выступали против будущих ковровых бомбардировок вражеских боевых групп, пока не будут располагать точной информаций о концентрации вражеских войск и пока ситуация не станет критической. Вместо этого они рекомендовали использовать истребители-бомбардировщики и пикирующие бомбардировщики, поскольку те могли обеспечить лучшую поддержку наземным силам. Таким образом, следующая бомбардировка района к востоку от реки Нактонган запланированная на 19 августа была отменена.

#### Силы ВВС на дальнем Востоке и пятая группа ВВС

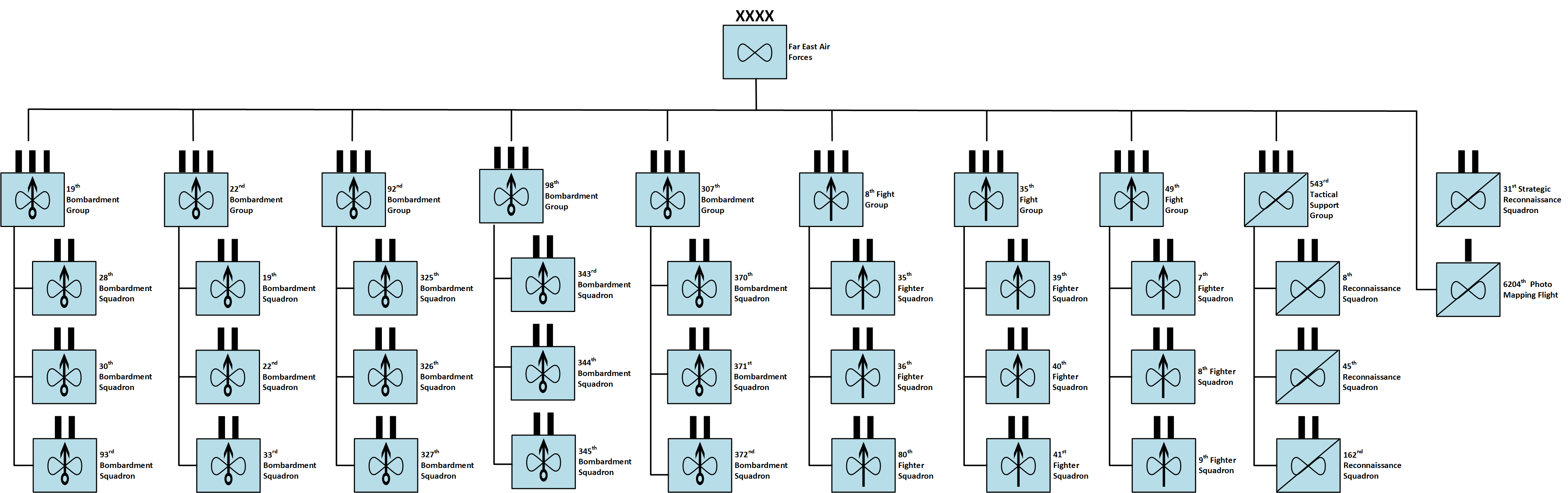
Силы ВВС на дальнем Востоке

| 19-я бомбардировочная группа            | - 28-я бомбардировочная эскадрилья - 30-я бомбардировочная эскадрилья - 93-я бомбардировочная эскадрилья    | B-29 Superfortress                                  | [ 39 ]               |
| 22-я бомбардировочная группа            | - 19-я бомбардировочная эскадрилья - 22-я бомбардировочная эскадрилья - 33-я бомбардировочная эскадрилья    | B-29 Superfortress                                  | [ 39 ]               |
| 92-я бомбардировочная группа            | - 325-я бомбардировочная эскадрилья - 326-я бомбардировочная эскадрилья - 327-я бомбардировочная эскадрилья | B-29 Superfortress                                  | [ 39 ]               |
| 98-я бомбардировочная группа            | - 343-я бомбардировочная эскадрилья - 344-я бомбардировочная эскадрилья - 345-я бомбардировочная эскадрилья | B-29 Superfortress                                  | [ 39 ]               |
| 307-я бомбардировочная группа           | - 370-я бомбардировочная эскадрилья - 371-я бомбардировочная эскадрилья - 372-я бомбардировочная эскадрилья | B-29 Superfortress                                  | [ 39 ]               |
| 8-я истребительная группа               | - 35-я истребительная эскадрилья - 36-я истребительная эскадрилья - 80-я истребительная эскадрилья          | F-80 Shooting Star, F-82 Twin Mustang               | [ 43 ] [ 44 ] [ 45 ] |
| 35-я истребительная группа              | - 39-я истребительная эскадрилья - 40-я истребительная эскадрилья - 41-я истребительная эскадрилья          | F-82 Twin Mustang, F-94 Starfire, F-86 Sabre        | [ 43 ]               |
| 49-я истребительная группа              | - 7-я истребительная эскадрилья - 8-я истребительная эскадрилья - 9-я истребительная эскадрилья             | F-80 Shooting Star, F-86 Sabre                      | [ 43 ]               |
| 543-я группа боевой поддержки           | - 8-я эскадрилья разведчиков - 45-я эскадрилья разведчиков - 162-я эскадрилья разведчиков                   | RB-26 Invader, RF-80A Shooting Star, RF-51D Mustang | [ 43 ]               |
| 31-я эскадрилья стратегической разведки | | RB-29 Superfortress                                 | [ 43 ]               |
| 6204th Photo Mapping Flight             | | RB-17G Flying Fortress                              | [ 43 ]               |

#### Военно-морская авиация
Авиация американского флота и корпуса морской пехоты прибыла для сражения с северокорейскими войсками на борту пяти авианосцев: USS Valley Forge — авианосная группа 5, USS Philippine Sea — авианосная группа 11, HMS Triumph — две эскадрильи ВВС британского флота и двух меньших авианосцев, доставивших авиацию морской пехоты из 1-го воздушного крыла морской пехоты. К началу войны на дальнем востоке находилась только авианосная группа 5. Большинство пилотов группы были ветеранами второй мировой войны, хотя из-за бюджетных ограничений после окончания [второй мировой] войны за месяцы до начала [корейской] войны была значительно сокращена их учебная подготовка и готовность.
В начале войны эти самолёты использовались в основном для проведения рейдов и сбора развединформации о наземных северокорейских целях, усилия были сосредоточены на нарушении северокорейских линий снабжения фронта. Вскоре после отступления сил ООН после битвы при Тэджоне военно-морская авиация незамедлительно приступила к оказанию поддержки с воздуха и авиаударов против северокорейских сухопутных сил на фронте. Эти миссии были сопряжены со значительно большим риском и авиация несла более высокие потери от северокорейского огня.
| Часть                                              | Подразделения | Замечания                                                                                     |
| -------------------------------------------------- | --- | --------------------------------------------------------------------------------------------- |
| Авианосная группа 5                                | - 51-я истребительная эскадрилья (F9F Panther) - 52-я истребительная эскадрилья (F9F Panther) - 53-я истребительная эскадрилья (F4U-4B Corsair) - 54-я истребительная эскадрилья (AD-1 Skyraider) - 55-я ударная эскадрилья ВМС США (AD-1 Skyraider)                                                                | Размещены на USS Valley Forge                                                                 |
| Авианосная группа 11                               | - 111-я истребительная эскадрилья (F9F Panther) - 112-я истребительная эскадрилья (F9F Panther) - 113-я истребительная эскадрилья (F4U-4B Corsair) - 114-я истребительная эскадрилья (F4U-4B Corsair) - 115-я ударная эскадрилья ВМС США (AD-1 Skyraider)                                                           | Размещены на Philippine Sea                                                                   |
| Авианосная группа 13 (Авиация ВМС Британии)        | - 800-я эскадрилья авиации ВМС (Fairey Firefly и Supermarine Seafire) - 827-я эскадрилья авиации ВМС (Fairey Firefly и Supermarine Seafire) | Размещены на HMS Triumph                                                                      |
| Группа учебной поддержки авиации морской пехоты 33 | - 214-я истребительная эскадрилья морской пехоты (F4U-4B Corsair) - 323-я истребительная эскадрилья морской пехоты (F4U-4B Corsair) - 513-я ночная истребительная эскадрилья морской пехоты (F4U-5N Corsair and F7F Tigercat) - 6-я эскадрилья наблюдения морской пехоты (OY-2 Observation craft и вертолёты HO3S1) | Часть 1-го авиационного крыла морской пехоты. Размещены на USS Badoeng Strait и на USS Sicily |

### Флот
Силы ООН располагали мощной морской группировкой составленной из кораблей различных стран, которые помогали оборонять Пусанский периметр в нескольких критических моментах. Корабли флота поддерживал сухопутные войска обстрелами с моря в ходе окопных боёв, обеспечивали пути снабжения и эвакуацию. С многочисленных авианосцев вылетало большое количество самолётов, наносящих удары по северокорейским наземным войскам.
Корабли сил ООН продолжали выдвигаться на театр боевых действий в ходе битвы за периметр и после её окончания и играли различные роли в ходе сражения. Флот разделялся на три основные группы: боевую группу 77 состоявшую в основном из авианосцев и представлявшую собой ударные силы флота, боевую группу 96 из различных малых кораблей, занятых обстрелами с моря и боевую группу 90 организовавшую боевую транспортную эскадру для помощи в эвакуации и перебросок наземных сил.
Общее командование военно-морскими силами осуществляло командование 7-го флота США, основная масса военно-морской мощи также была предоставлена США. Великобритания представила небольшую боевую группу из авианосца и нескольких крейсеров. Корабли предоставили также Австралия, Канада и Новая Зеландия. Участие южнокорейского флота в сражении было незначительным. Небольшой флот южной Кореи состоял из нескольких дюжин минных тральщиков, больших десантных кораблей, торпедных катеров и других мелких кораблей, предоставленных корейцам другими державами ООН. По сравнению с мощным флотом ООН южнокорейский флот сыграл очень скромную роль в сражении. Тем не менее, северокорейские корабли, также очень небольшие более часто атаковали южнокорейский флот.

#### 7-й флот США

##### Боевая группа 77
Боевая группа 77 под командой вице-адмирала Артура Страбла образовала ядро ударных авианосных сил ООН. Группа состояла из американских авианосцев и сопутствующих кораблей эскорта. В ходе сражения корабли эскорта принимали участие в действиях группы 96.
| Название корабля                 | Класс                                      | Примечания |
| -------------------------------- | ------------------------------------------ | --- |
| USS Valley Forge (CV-45)         | Авианосец типа «Эссекс»                    | Прибыл на театр в начале июля вместе с 5-й авианосной группой. |
| USS Philippine Sea (CV-47)       | Авианосец типа «Эссекс»                    | Прибыл на театр 5 августа вместе с 11-й авианосной группой. Служил флагманом в боевой группе 77. |
| HMS Triumph (R16)                | Авианосец типа «Колоссус»                  | 1-я авианосная эскадрилья дальневосточного флота. Прибыл 1 июля с двумя эскадрильями военно-морской авиации Великобритании. |
| USS Badoeng Strait (CVE-116)     | Эскортный авианосец типа «Комменсмент Бей» | [ 52 ] [ 61 ] |
| USS Sicily (CVE-118)             | Эскортный авианосец типа «Комменсмент Бей» | [ 52 ] [ 62 ] |
| USS Rochester (CA-124)           | Тяжёлый крейсер типа «Орегон-Сити»         | [ 62 ] |
| USS Saint Paul (CA-73)           | Тяжёлый крейсер типа «Балтимор»            | [ 62 ] |
| USS Manchester (CL-83)           | Лёгкий крейсер типа «Кливленд»             | [ 62 ] |
| USS Worcester (CL-144)           | Лёгкий крейсер типа «Вустер»               | [ 62 ] |
| HMS Ceylon (1942)                | Лёгкий крейсер типа «Уганда»               | Прибыл на театр 29 августа. |
| HMS Belfast (1938)               | лёгкий крейсер типа Town                   | Прибыл на театр 1 июля. |
| USS Hollister (DD-788)           | Эскадренный миноносец типа «Гиринг»        | [ 64 ] |
| USS Borie (DD-704)               | Эскадренный миноносец типа Allen M. Sumner | [ 62 ] |
| USS John A. Bole (DD-755)        | Эскадренный миноносец типа Allen M. Sumner | [ 62 ] |
| USS Taussig (DD-746)             | Эскадренный миноносец типа Allen M. Sumner | Arrived in theater July 2010 |
| USS Doyle (DD-494)               | Эскадренный миноносец типа «Бенсон»        | [ 62 ] |
| USS Endicott (DD-495)            | Эскадренный миноносец типа «Бенсон»        | [ 65 ] |
| USS Eversole (DD-789)            | Эскадренный миноносец типа «Гиринг»        | [ 65 ] |
| USS George K. MacKenzie (DD-836) | Эскадренный миноносец типа «Гиринг»        | [ 65 ] |
| USS Gurke (DD-783)               | Эскадренный миноносец типа «Гиринг»        | [ 65 ] |
| USS Hamner (DD-718)              | Эскадренный миноносец типа «Гиринг»        | [ 65 ] |
| USS Henderson (DD-785)           | Эскадренный миноносец типа «Гиринг»        | Прибыл на театр 19 августа |
| USS Herbert J. Thomas (DD-833)   | Эскадренный миноносец типа «Гиринг»        | Прибыл на театр в июле 1950 |
| USS Higbee (DD-806)              | Эскадренный миноносец типа «Гиринг»        | Прибыл на театр в июне 1950 |
| USS Ozbourn (DD-846)             | Эскадренный миноносец типа «Гиринг»        | Прибыл на театр в августе 1950 |
| USS Wiltsie (DD-716)             | Эскадренный миноносец типа «Гиринг»        | Прибыл на театр в августе 1950. |
| USS Fletcher (DDE-445)           | Эсминец типа Fletcher                      | Прибыл на театр 3 июля. |
| HMS Cossack (R57)                | Эсминец типа C                             | Прибыл на театр 29 июня. |
| HMS Consort (R76)                | Эсминец типа C                             | Прибыл на театр 29 июня. |
| HMS Unicorn (I72)                | тип Unicorn                                | 1-я авианосная эскадрилья дальневосточного флота. Прибыл на театр 29 августа. Хотя корабль мог служить как авианосец, он служил в своей обычной роли авианосной базы ремонта и обслуживания самолётов и не принимал активного участия в боях. |

##### Боевая группа 96
Боевая группа 96 под командованием вице-адмирала Чарльза Тарнера Джоя была самым большим формированием сил ООН по числу кораблей. Группа состояла главным образом из крейсеров, миноносцев и других меньших кораблей. Они были заняты в блокаде морских путей к побережью Северной Кореи и проводили обстрелы с моря. Корабли этой группы также периодически передавались в группу 77, действуя как прикрытие и эскорт американских авианосцев. Корабли группы очень различались по составу, поскольку состояли из сил пяти стран.
| Название корабля                  | Класс                                      | Примечания                                                                                             |
| --------------------------------- | ------------------------------------------ | --- |
| USS Helena (CA-75)                | тяжёлый крейсер типа Baltimore             | [ 67 ]                                                                                                 |
| USS Juneau (CL-119)               | Тяжёлый крейсер типа Atlanta               | [ 52 ]                                                                                                 |
| HMS Jamaica (C44)                 | Лёгкий крейсер типа Crown Colony           | [ 68 ]                                                                                                 |
| HMS Kenya (C14)                   | Лёгкий крейсер типа Crown Colony           | Прибыл на театр 30 июня.                                                                               |
| HMS Belfast (C35)                 | Лёгкий крейсер типа Town                   | Флагман 1-й авианосной эскадрильи дальневосточного флота. Прибыл на театр 31 июня.                     |
| USS De Haven (DD-727)             | эсминец типа Allen M. Sumner               | [ 70 ]                                                                                                 |
| USS Mansfield (DD-728)            | эсминец типа Allen M. Sumner               | [ 70 ]                                                                                                 |
| USS Lyman K. Swenson (DD-729)     | эсминец типа Allen M. Sumner               | [ 70 ]                                                                                                 |
| USS Soley (DD-707)                | эсминец типа Allen M. Sumner               | [ 65 ]                                                                                                 |
| USS Collett (DD-730)              | эсминец типа Allen M. Sumner               | [ 70 ]                                                                                                 |
| USS Samuel N. Moore (DD-747)      | эсминец типа Allen M. Sumner               | Прибыл в июле 1950                                                                                     |
| USS Strong (DD-758)               | Allen M. Sumner-class destroyer            | Прибыл на театр 1 июля                                                                                 |
| USS Shelton (DD-790)              | эсминец типа Gearing                       | [ 65 ]                                                                                                 |
| USS Theodore E. Chandler (DD-717) | эсминец типа Gearing                       | [ 46 ]                                                                                                 |
| USS Wiltsie (DD-716)              | эсминец типа Gearing                       | [ 46 ]                                                                                                 |
| USS Frank Knox (DDR-742)          | эсминец типа Gearing                       | Прибыл на театр в июле 1950.                                                                           |
| USS Ernest G. Small (DD-838)      | эсминец типа Gearing                       | [ 65 ]                                                                                                 |
| USS James E. Kyes (DD-787)        | эсминец типа Gearing                       | [ 65 ]                                                                                                 |
| USS Hanson (DD-832)               | эсминец типа Gearing                       | [ 65 ]                                                                                                 |
| USS Keppler (DD-765)              | эсминец типа Gearing                       | Прибыл на театр в августе 1950                                                                         |
| USS Southerland (DD-743)          | эсминец типа Gearing                       | Прибыл на театр 19 июля.                                                                               |
| USS Shields (DD-596)              | эсминец типа Fletcher                      | [ 62 ]                                                                                                 |
| HMS Cockade (R34)                 | эсминец типа C                             | Прибыл на театр в июле 1950.                                                                           |
| HMS Charity (R29)                 | эсминец типа C                             | Прибыл на театр в июле 1950.                                                                           |
| HMS Comus (R43)                   | эсминец типа C                             | Прибыл на театр в июле 1950.                                                                           |
| HMAS Bataan (I91)                 | Эскадренный миноносец типа «Трайбл» (1936) | [ 71 ]                                                                                                 |
| HMCS Sioux (R64)                  | Эскадренный миноносец типа V               | [ 71 ]                                                                                                 |
| HMCS Cayuga (R04)                 | Эскадренный миноносец типа «Трайбл»        | [ 71 ]                                                                                                 |
| HMCS Athabaskan (R79)             | Эскадренный миноносец типа «Трайбл»        | [ 71 ]                                                                                                 |
| HNLMS Eversten (G01)              | Эскадренный миноносец типа S               | [ 71 ]                                                                                                 |
| HMAS Shoalhaven (K535)            | Фрегат типа «Ривер»                        | [ 73 ]                                                                                                 |
| HMNZS Pukaki (F424)               | Фрегат типа Loch                           | [ 74 ]                                                                                                 |
| HMNZS Tutira (F420)               | Фрегат типа Loch                           | [ 75 ]                                                                                                 |
| HMS Mounts Bay (K627)             | Фрегат противовоздушной обороны типа Bay   | Прибыл на театр в сентябре 1950. Служил главным образом в качестве эскортный в ходе высадки в Инчхоне. |
| HMS Whitesand Bay (K633)          | Фрегат противовоздушной обороны типа Bay   | Прибыл на театр 11 сентября. Служил главным образом как войсковой транспорт в ходе высадки в Инчхоне.  |
| HMS Black Swan (L57)              | Шлюп класса Black Swan (конвойный эскорт)  | Прибыл на театр 30 июня.                                                                               |
| HMS Alacrity (U60)                | Шлюп класса Black Swan (конвойный эскорт)  | Прибыл на театр 30 июня.                                                                               |
| HMS Hart (U58)                    | Шлюп класса Black Swan                     | Прибыл на театр 30 июня.                                                                               |
| HMS Alert (K647)                  | модифицированный фрегат типа Bay           | Играл роль «адмиральской яхты» или посыльного судна. Служил в роли штабного корабля.                   |
| HMHS Maine                        | Госпитальное судно                         | Выполнял роль основного госпитального судная для флота ООН                                             |
| USS Remora (SS-487)               | Подводная лодка типа «Тенч»                | Осуществляла патрулирование на крайнем севере корейского театра в проливе Лаперуза                     |
| USS Pickerel (SS-524)             | Подводная лодка типа «Тенч»                | [ 79 ]                                                                                                 |
| USS Chatterer (AMS-40)            | YMS-1-class minesweeper                    | [ 79 ]                                                                                                 |
| USS Mockingbird (AMS-27)          | YMS-1-class minesweeper                    | [ 80 ]                                                                                                 |
| USS Osprey (AMS-28)               | YMS-1-class minesweeper                    | [ 80 ]                                                                                                 |
| USS Redhead (AMS-34)              | YMS-1-class minesweeper                    | [ 80 ]                                                                                                 |

#### Боевая группа 90
Боевая группа 90 под командой контр-адмирала Джеймса Генри Дойла в основном проводили десантные операции на театре. В группе не было боевых кораблей, только наступательные транспорты и большое число десантных кораблей. Группа полностью состояла из кораблей флота США. Для поддержки атакующих транспортов было выделено по меньшей мере 15 больших десантных кораблей.
| Название корабля             | Тип                                           | Примечания                  |
| ---------------------------- | --------------------------------------------- | --------------------------- |
| USS Mount McKinley (AGC-7)   | Командный корабль типа Mount McKinley         | [ 59 ]                      |
| USS Cavalier (APA-37)        | Транспорт высадки десанта типа Bayfield       | [ 59 ]                      |
| USS Titania (AKA-13)         | Грузовое судно высадки десанта типа Arcturus  | [ 81 ]                      |
| USS Oglethorpe (AKA-100)     | Грузовое судно высадки десанта типа Andromeda | [ 81 ]                      |
| USS Diphda (AKA-59)          | Грузовое судно высадки десанта типа Andromeda | [ 82 ]                      |
| USS Alshain (AKA-55)         | Грузовое судно высадки десанта типа Andromeda | [ 82 ]                      |
| USS Union (AKA-106)          | Грузовое судно высадки десанта типа Tolland   | [ 59 ]                      |
| USS Arikara (AT-98)          | Буксир типа Abnaki                            | [ 59 ]                      |
| USS Diachenko (APD-123)      | Быстроходный транспорт типа Crosley           | [ 83 ]                      |
| USS Horace A. Bass (APD-124) | Быстроходный транспорт типа Crosley           | [ 83 ]                      |
| USS Kite (AMS-22)            | Минный заградитель типа YMS-1                 | Прибыл на театр в июле 1950 |

В дополнение было отряжено большое количество других боевых кораблей для переброски оружия и снабжения увеличивающихся сил ООН в ходе сражения. Эти корабли не участвовали в боях, но позднее в ходе войны некоторые из них были отправлены на боевую службу.
| Ship name                               | Class                        | Notes                                                  |
| --------------------------------------- | ---------------------------- | ------------------------------------------------------ |
| HMS Warrior (R31)                       | Авианосец типа Colossus      | Переносил дополнительную авиацию для других авианосцев |
| USS Boxer (CV-21)                       | Авианосец типа Essex         | Переносил дополнительную авиацию для частей ВВС США.   |
| USS Segundo (SS-398)                    | Подводная лодка типа «Балао» | Переправляла торпеды и другое оружие                   |
| USS Catfish (SS-339)                    | Подводная лодка типа «Балао» | Переправляла торпеды и другое оружие                   |
| SS Luxembourg Victory                   | Транспорт типа «Либерти»     | Доставлял танки для сил ООН                            |
| USNS Sgt. George D Keathley (T-APC-117) | Грузовое судно               | [ 70 ]                                                 |

## Силы Северной Кореи

### Сухопутные силы
Cилы КНА были организованы в механизированные соединения из десяти дивизий и первоначально насчитывали в июле около 90 тыс. хорошо подготовленных и экипированных войск, с сотнями танков Т-34. Тем не менее, оборонительные действия сил США и Южной Кореи существенно замедлили продвижение северокорейцев в Южную Корею, северокорейцы потеряли 58 тыс. чел и большое количество танков. Чтобы компенсировать эти потери северокорейскому командованию пришлось полагаться на малоопытные подкрепления и призывников, многие из которых набирались в захваченных районах южной Кореи. В сражении за периметр северокорейцы задействовали 13 пехотных и одну бронетанковую дивизию.
Первоначально северокорейцы развернули с юга на северо-восток 83-й механизированный полк 105-й бронетанковой дивизии, а за ним 6-ю, 4-ю , 3-ю , 2-ю , 15-ю, 1-ю , 13-ю , 8-ю , 12-ю, и 5-ю дивизии и 766-й отдельный пехотный полк.

### Народная армия Северной Кореи
| I-й корпус                    | генерал-лейтенант Kim Ung      | | [ 8 ] |
| 2-я пехотная дивизия          | генерал-майор Lee Ch’ong Song  | - 4-й пехотный полк - 6-й пехотный полк - 17-й пехотный полк                                                       | 5 августа насчитывали 7.500 чел. 1 сентября насчитывали 6.000 чел. |
| 3-я пехотная дивизия          | генерал-майор Lee Yong Ho      | - 7-й пехотный полк - 8-й пехотный полк - 9-й пехотный полк                                                        | 5 августа насчитывали 6.000 чел. 1 сентября насчитывали 7.000 чел. |
| 4-я пехотная дивизия          | генерал-майор Lee Kwon Mu      | - 5-й пехотный полк - 16-й пехотный полк - 18-й пехотный полк                                                      | 5 августа насчитывали 7.000 чел. К 19 августа численность сократилась до 3.500 чел. после боёв за выступ реки Нактонган и так не восстановилась в ходе войны. 1 сентября насчитывали 5.500 чел. |
| 6-я пехотная дивизия          | генерал-майор Pang Ho San      | - 13-й пехотный полк - 14-й пехотный полк - 15-й пехотный полк                                                     | 5 августа насчитывали 3.600 чел. 1 сентября насчитывали 10.000 чел. |
| 7-я пехотная дивизия          | генерал-майор Paek Nak Chil    | - 30-й пехотный полк - 31-й пехотный полк - 32-й пехотный полк                                                     | 1 сентября направились на Пусан с численностью около 9 тыс. чел. |
| 9-я пехотная дивизия          | генерал-майор Kim T’ae Mo      | - 1-й пехотный полк - 2-й пехотный полк - 3-й пехотный полк                                                        | Прибыли на фронт боя 25 августа. 1 сентября насчитывали 9.350 чел. |
| 10-я пехотная дивизия         | генерал-майор Kim Tae Hong     | - 25-й пехотный полк - 27-й пехотный полк - 29-й пехотный полк                                                     | 1 сентября насчитывали 7.500 чел. |
| II-й корпус                   | генерал-лейтенант Kim Mu Chong | | [ 8 ] |
| 1-я пехотная дивизия          | генерал-майор Hong Rim         | - 20-й пехотный полк - 22-й пехотный полк - 24-й пехотный полк                                                     | 5 августа насчитывали 5.000 чел. 1 сентября насчитывали 5.000 чел. |
| 5-я пехотная дивизия          | генерал-майор Ma Sang Ch’ol    | - 10-й пехотный полк - 11-й пехотный полк - 12-й пехотный полк                                                     | 5 августа насчитывали 6.000 чел. 1 сентября насчитывали 7.000 чел. |
| 8-я пехотная дивизия          | генерал-майор Oh Paek Ryong    | - 81-й пехотный полк - 82-й пехотный полк - 83-й пехотный полк                                                     | 5 августа насчитывали 8.000 чел. 1 сентября насчитывали 6.500 чел. |
| 12-я пехотная дивизия         | генерал-майор Ch’oe Hyon       | - 1-й пехотный полк - 2-й пехотный полк - 3-й пехотный полк                                                        | 5 августа насчитывали 6.000 чел. Численность сократилась до 1.500 чел. после боёв за Пхохан. Переформирована 19 августа путём слияния с 766-м полком, после чего численность составила 5.000 чел. 1 сентября насчитывали 5.000 чел.                                                                                              |
| 13-я пехотная дивизия         | генерал-майор Choi Yong Chin   | - 19-й пехотный полк - 21-й пехотный полк - 23-й пехотный полк                                                     | 5 августа насчитывали 9.500 чел. 1 сентября насчитывали 9.000 чел. |
| 15-я пехотная дивизия         | генерал-майор Paik Son Choi    | - 45-й пехотный полк - 48-й пехотный полк - 50-й пехотный полк                                                     | 5 августа насчитывали 5.000 чел. 1 сентября насчитывали 7.000 чел. |
| 105-я бронетанковая дивизия   | генерал-майор Ryu Kyong Su     | - 107-й танковый полк - 109-й танковый полк - 203-й танковый полк - 206-й танковый полк - 83-й мотострелковый полк | Части 105-й дивизии сформировали ядро северокорейских мотострелковых и бронетанковых войск и рассеяны по линии фронта для поддержки других дивизий. 5-го августа общая численность составляла 4 тыс. 1 сентября насчитывала 1 тыс. чел. в качестве пополнений для 104-й бригады безопасности и 16-й и 17-й бронетанковых бригад. |
| 766-й отдельный пехотный полк | старший полковник Oh Jin Woo   | - 1-й батальон - 2-й батальон - 3-й батальон                                                                       | 5 августа насчитывали 1.500 чел. Расформирован 19 августа после боёв за Пхохан и слит с 12-й дивизией. |

### Воздух и море
ВМС Северной Кореи располагали небольшими силами, состоявшие примерно из 50-60 кораблей — все малого тоннажа. Флот располагал несколькими торпедными и орудийными катерами, часть из них была передана Советским союзом. После сражения в Чумочин Чан (протекавшего буквально в одни ворота) в котором силы ООН поймали в ловушку и уничтожили небольшую северокорейскую флотилию северокорейские корабли в общем избегали корабли сил ООН, из-за чего последние практически не встречали сопротивления. В ходе сражения за Пусанский периметр, северокорейские торпедные катера предпринимали отдельные атаки на схожие южнокорейские небольшие корабли, но не вступали в бой с большими кораблями ООН. Также северокорейскому флоту не удалось обеспечить снабжения из СССР или из Китая, поскольку в этом регионе Северная Корея никогда не располагала большим флотом. Историки рассматривают это как одну из наибольших проблем северокорейцев в ходе битвы, как и то, что они позволили установить силам ООН полное превосходство в воздухе.
К началу Корейской войны северокорейские ВВС состояли примерно из 150 боевых самолётов. ВВС представляли собой смесь из построенных в СССР моделей и в целом плохо обслуживались и ремонтировались. Истребительная авиация состояла из самолётов Як-7с, Як-3с и более новых Як-9с (всего 70 самолётов). Штурмовая авиация была представлена самолётами Ил-10, для обучения были бипланы По-2. Техника плохо обслуживалась Хотя пилоты рвались в бой большей частью они были плохо подготовлены. Тем не менее, северокорейские сухопутные силы располагали более современным вооружением, включая зенитные орудия и технику, которые более эффективно угрожали авиации ООН. В ходе сражения за периметр северокорейская авиация вступала в бои с американской авиацией в небольших, отдельных, беспорядочных столкновениях. В целом северокорейцам не удалось противопоставить достаточные силы истребителей для серьёзного сопротивления массированной воздушной мощи сил ООН.